# The Suburbs
The Suburbs es el tercer álbum de estudio de la banda canadiense de indie rock Arcade Fire, publicado en agosto de 2010. El álbum alcanzó el primer puesto en su primera semana en las listas de discos más vendidos de Irlanda, Reino Unido, Estados Unidos y Canadá. Ganó el premio al Álbum del año en la ceremonia de los premios Grammy en 2011, así como el premio BRIT al Mejor álbum internacional. Dos semanas después de ganar el premio Grammy, el disco ascendió desde el puesto 52.º al 12.º en el Billboard 200 de Estados Unidos, aunque fue el primer disco que no alcanzó los diez primeros puestos tras ganar el Grammy desde que How to Dismantle an Atomic Bomb de U2 llegase al puesto 46.º en 2006.

## Fondo
Los hermanos Win y William Butler se inspiraron en su educación en el extrarradio de Houston a la hora de escribir las letras del disco. Según Win Butler, el álbum "no es una carta de amor, ni una crítica a las ciudades de extrarradio. The Suburbs es una carta desde el extrarradio". El disco se grabó en su mayoría en el estudio casero de la residencia de Win Butler y Régine Chassagne en Montreal, aunque algunas partes se grabaron en Quebec y Nueva York. Win Butler describió el sonido general de The Suburbs como "una mezcla entre Depeche Mode y Neil Young", reconociendo que quería que sonara como "las bandas que oía cuando era muy pequeño y me preguntaba qué eran esos sonidos tan raros". Fue publicado por Merge Records en Norteamérica y por Mercury Records en el Reino Unido. 
Todas las canciones del disco fueron grabadas primero en un disco de acetato, y luego fueron transferidas a formato digital, de modo que las ediciones digitales y en CD del álbum suenan igual que en vinilo, aunque hay cierta compresión del sonido en las versiones más recientes. Se publicaron ocho portadas distintas para el disco en CD.

## Lista de canciones
Todas las canciones escritas y compuestas por Sarah Neufeld, Richard Reed Parry, Jeremy Gara, Win Butler, Will Butler, Régine Chassagne y Tim Kingsbury. 
| N.º   | Título                                   | Duración |  |
| 1.    | «The Suburbs»                            | 5:15     |  |
| 2.    | «Ready to Start»                         | 4:15     |  |
| 3.    | «Modern Man»                             | 4:40     |  |
| 4.    | «Rococo»                                 | 3:57     |  |
| 5.    | «Empty Room»                             | 2:52     |  |
| 6.    | «City with No Children»                  | 3:11     |  |
| 7.    | «Half Light I»                           | 4:14     |  |
| 8.    | «Half Light II (No Celebration)»         | 4:27     |  |
| 9.    | «Suburban War»                           | 4:41     |  |
| 10.   | «Month of May»                           | 3:50     |  |
| 11.   | «Wasted Hours»                           | 3:21     |  |
| 12.   | «Deep Blue»                              | 4:28     |  |
| 13.   | «We Used to Wait»                        | 5:01     |  |
| 14.   | «Sprawl I (Flatland)»                    | 2:51     |  |
| 15.   | «Sprawl II (Mountains Beyond Mountains)» | 5:18     |  |
| 16.   | «The Suburbs (Continued)»                | 1:27     |  |
| 64:07 |                                          |          |  |

| Bonus track de la edición de lujo |                                         |          |  |
| N.º                               | Título                                  | Duración |  |
| 17.                               | «Culture War»                           | 5:14     |  |
| 18.                               | «Speaking in Tongues» (con David Byrne) | 3:51     |  |
| 19.                               | «Ready to Start» (Damian Taylor remix)  | 7:52     |  |
| 20.                               | «Sprawl I» (Demo)                       | 2:55     |  |